# Миджур
Връх Миджур, висок 2169 метра, е първенец на Чипровска планина, дял от Западна Стара планина. Намира се на границата между България и Сърбия. В неговото подножие извират реките Лом и Тимок.

## Защитена местност
На 23 февруари 2009 г., със заповед на министър Джевдет Чакъров, районът около върха е обявен за защитена местност с площ 1509 дка. Целта е запазването на характерния ландшафт и местообитанията на растителните видове жълт крем, нарцисовидна съсънка, алпийски повет, златовръх, петниста сверция, карпатска тоция и други. На 17 януари 2012 г. площта на защитената местност е увеличена на 1593 дка.

## Туризъм
Едва след свалянето на граничните съоръжения в началото на 1990-те години върхът стана достъпен за планински туризъм. Поради това подстъпите към него, както и целият район, са запазили в голяма степен своята девственост.
От българска страна върхът се изкачва най-често от две места.

### Село Чупрене
От Чупрене има два възможни подхода. С високопроходим автомобил по река Чупренска може да се достигне по 17 км почвен път през Дивечовъдното стопанство до хижа „Горски рай“ (1450 m). Пеша е по-удобно да се мине по река Манастирка и една от двете екопътеки – „Бекинска шобърка“ или „Мартинов камък“. Оттук разстоянието до хижа „Горски рай“ е малко над 9 км.
От хижата има маркирана пътека, която, минавайки през Биосферен резерват „Чупрене“, излиза на главното било на седловината между връх Реплянска църква (1969 m) и връх Остра чука (1967 m). Оттук на югоизток през върховете Остра чука и Оба (2033 m) се достига до седловината, под която извират реките Лом и Тимок при гранична пирамида 336 (1780 m). Следва изкачване по северозападния склон на връх Миджур, който се достига след около час.
Преходът от хижа „Горски рай“ дотук отнема средно 4,30ч и е по-дълъг от варианта през село Горни Лом, но по-лек.

### Село Горни Лом
На 7 km от Горни Лом, от които първите 2 са асфалтирани, е разположена хижа „Горни Лом“ (840 m). Сградата е бивша гранична застава. Действащата хижа е „Миджур“, разположена малко по-нагоре. След още 2 – 3 km свършва почвеният път и започва същинската пътека.
Следва около 2 – 3 часа стръмно изкачване до седловината между върховете Оба и Миджур, на която е разположена гранична пирамида 336. Тук пътеката се слива с тази от село Чупрене.
Този вариант е по-кратък, но съответно и по-стръмен.

### Други подходи
До върха е възможно да се достигне също така и от селата Мартиново и Репляна от българска страна, както и от курорта „Бабин зуб“ и селата Топли дол, Алдина река, Църни връх и Равно буче от сръбска страна.
За изкачването на върха е препоръчително да бъде уведомена РДГП – Драгоман.
- Миджур в облаци
- Най-високата част на върха
- Сръбският склон на Миджур
- В чест на сръбски ботаник, работил в района

## Други
На Миджур е наречена улица в квартал „Лозенец“ в София (Карта).